# Nixdorf Computer

Logotyp för Nixdorf Computer

Wincor Nixdorf eller Nixdorf Computer AG, var ett företag i Tyskland som bland annat tillverkade datorer.
Företaget grundades 1952 av Heinz Nixdorf (1925–1986) och utvecklade framgångsrikt kontorsdatorer, kassaterminalsystem, kontorstelefonväxlar, med mera. Numera är företaget listad på Frankfurts börs och specialiserad på IT-lösningar för bank och butik, till exempel bankomater och kassaapparater. 